# Montvalent
Montvalent település Franciaországban, Lot megyében. Lakosainak száma 309 fő (2022. január 1.). Montvalent Martel, Alvignac, Creysse, Floirac, Meyronne, Miers és Rocamadour községekkel határos.

## Népesség
A település népességének változása:
| Lakosok száma | 212  | 197  | 233  | 299  | 294  | 288  | 286  | 287  | 294  | 309  |
|               | 1968 | 1982 | 1990 | 2006 | 2013 | 2015 | 2017 | 2019 | 2020 | 2022 |